# Police municipale (Canada)
Pour les articles homonymes, voir Police municipale.
 (janvier 2022).
La mise en forme du texte ne suit pas les recommandations de Wikipédia : il faut le « wikifier ».
Les points d'amélioration suivants sont les cas les plus fréquents. Le détail des points à revoir est peut-être précisé sur la page de discussion.
- Les titres sont pré-formatés par le logiciel. Ils ne sont ni en capitales, ni en gras.
- Le texte ne doit pas être écrit en capitales (les noms de famille non plus), ni en gras, ni en italique, ni en « petit »…
- Le gras n'est utilisé que pour surligner le titre de l'article dans l'introduction, une seule fois.
- L'italique est rarement utilisé : mots en langue étrangère, titres d'œuvres, noms de bateaux, etc.
- Les citations ne sont pas en italique mais en corps de texte normal. Elles sont entourées par des guillemets français : « et ».
- Les listes à puces sont à éviter, des paragraphes rédigés étant largement préférés. Les tableaux sont à réserver à la présentation de données structurées (résultats, etc.).
- Les appels de note de bas de page (petits chiffres en exposant, introduits par l'outil «  Source ») sont à placer entre la fin de phrase et le point final[comme ça].
- Les liens internes (vers d'autres articles de Wikipédia) sont à choisir avec parcimonie. Créez des liens vers des articles approfondissant le sujet. Les termes génériques sans rapport avec le sujet sont à éviter, ainsi que les répétitions de liens vers un même terme.
- Les liens externes sont à placer uniquement dans une section « Liens externes », à la fin de l'article. Ces liens sont à choisir avec parcimonie suivant les règles définies. Si un lien sert de source à l'article, son insertion dans le texte est à faire par les notes de bas de page.
- La présentation des références doit suivre les conventions bibliographiques. Il est recommandé d'utiliser les modèles {{Ouvrage}}, {{Chapitre}}, {{Article}}, {{Lien web}} et/ou {{Bibliographie}}. Le mode d'édition visuel peut mettre en forme automatiquement les références.
- Insérer une infobox (cadre d'informations à droite) n'est pas obligatoire pour parachever la mise en page.

Pour une aide détaillée, merci de consulter Aide:Wikification.
Si vous pensez que ces points ont été résolus, vous pouvez retirer ce bandeau et améliorer la mise en forme d'un autre article.
 (janvier 2022).
Si vous disposez d'ouvrages ou d'articles de référence ou si vous connaissez des sites web de qualité traitant du thème abordé ici, merci de compléter l'article en donnant les références utiles à sa vérifiabilité et en les liant à la section « Notes et références ».
La Police municipale au Canada est le service de police au niveau des municipalités. Il prend parfois le nom de police department ou Service de Police de la Ville (Province de Québec).
Au Canada, le code criminel est de responsabilité fédérale, tandis que chaque province s'occupe du code civil, et les villes des lois et règlements municipaux.
Les principales municipalités du pays ainsi que les réserves autochtones possèdent  leur propre service de police, assurant la desserte complète de la patrouille-gendarmerie (maintenir l’ordre public, sécurité routière, répondre aux appels d’urgences) et ayant le mandat de faire respecter tous les niveaux de loi sur son territoire (selon ses capacités).
Ainsi, les policiers municipaux font partie intégrante des forces de l'ordre dans la police au Canada et sont dépositaires de l'autorité publique au même titre que les policiers nationaux et provinciaux. À noter qu'au Canada les policiers municipaux sont armés.
Tout dépendant de la taille de leur ville, les municipalités ont l’obligation de fournir différents niveaux de service policiers.
Par exemple des métropoles comme Toronto ou Montréal doivent fournir un corps de police très complet ayant les mêmes capacités sur son territoire que la police provinciale ou fédérale. À l’inverse les petites villes se voient obligées de ne fournir que des services plus limités.
Les municipalités qui n'ont pas de service de police doivent retenir les services de patrouille-gendarmerie de leur province soit le Québec (avec la SQ), l'Ontario (avec l'OPP) et Terre-Neuve-et-Labrador (avec le RNC) ou GRC moyennant un coût en fonction de leur richesse foncière. Il s'agit principalement de localités peu populeuses et souvent rurales, mais certaines villes de taille moyenne ont tout de même choisi d'y avoir recours : par exemple; Drummondville (75 000 hab.), Saint-Hyacinthe (55 000), Rimouski (50 000), Victoriaville (45 000), etc.
Certaines petites villes maintiennent leur propre service de police, notamment Bromont. Lorsque surviennent sur des territoires déjà couverts par une police municipale des crimes relativement graves (ex.: meurtre, infractions reliées au crime organisé, pornographie juvénile, etc.), c'est-à-dire dépassant le champ de compétence de leur corps policier — tel que défini par la Loi sur la police et en fonction du palier de population servi, la police provinciale ou fédérale doit prendre la relève. Par exemple dans la province de Québec si un meurtre sans arrestation imminente survient dans une municipalité de moins de 250 000 habitants, c'est la SQ qui enquêtera, même dans des villes assez populeuses telles que Lévis, Saguenay ou Sherbrooke.

## Uniforme
Chaque corps de police municipal a le choix de ses insignes, uniformes, grades, couleurs et voitures et équipements.
Mais de façon générale, en 2020 la très grande majorité des corps policiers municipaux canadiens portent l’uniforme de service de couleur bleu marin foncé (on le confond facilement avec la couleur noire) et ils portent leurs gilets pare-balle de façon visible par-dessus leurs chemises. On les distingue en général par leurs écussons portés sur chaque bras près de l’épaule.
À noter qu'au Canada les policiers municipaux sont armés. C’est-à-dire qu’ils portent  tous une arme à feu à la ceinture ainsi que divers armes et accessoires secondaires.
Voici quelques services de police notables :
- Service de police de la Ville de Montréal
- Service de police de Toronto
- Service de police d'Ottawa
- Service de police de la Ville de Québec
- Vancouver Police Department
- Kingston Police (en)